# Polemone di Ilio
Polemone di Ilio (Ilion, 210 a.C. circa – dopo il 176 a.C. (?)) è stato uno storico greco antico.

## Biografia
Vissuto nel II secolo a.C., ai tempi di Tolomeo Epifane, Polemone fu un importante erudito e storiografo autore di periegesi.
Polemone, per la sua erudizione e per i viaggi che sicuramente intraprese per la composizione delle sue opere, doveva essere considerato un personaggio di primo piano se nel 177-176 a.C. venne nominato prosseno di Delfi e cittadino onorario di Atene, Samo e Sicione.
Vi sono soltanto «indizi intorno alla contiguità di Polemone con l’ambiente dello stoicismo della metà del II sec. a.C.».

## Opere
I titoli delle sue opere mostrano un prevalente indirizzo antiquario, volto su tutto il mondo greco e, in generale, ellenofono: Su Samotracia, L'Acropoli (quattro libri), La Via Sacra, I quadri nei Propilei, Lista degli eponimi dei demi e delle tribù, La Stoa Pecile di Sicione, I quadri a Sicione, Le dediche a Sparta, I villaggi a Sparta, Le feste Eracleie a Tebe, Fondazioni delle città in Focide e sulla parentela con gli Ateniesi, I tesori di Delfi, Periegesi di Ilio (tre libri), Le città nel Ponto, Fondazioni italiche e siceliote, Epigrammi secondo le città, Sui fiumi in Sicilia, I pepli a Cartagine.
Più erudite erano opere di discussione quali l'ampio trattato Contro Timeo (almeno 12 libri), Sul viaggio ad Atene di Eratostene (almeno due libri), Contro Neante, Contro Adeo e Antigono (almeno 6 libri), o varie Lettere in cui, in forma epistolare, discuteva di usi e costumi.
Dai frammenti rimasti si evidenzia come le dettagliate descrizioni topografico si accompagnino con non brevi divagazioni su fatti storici e  miti locali le quali rispondono, non alla volontà di dimostrare la sua cultura, quanto ad un'esigenza di ricerca personale.
Polemone è un viaggiatore erudito che, acceso dalla sua innata curiosità, spinta anche fino ad argomenti riguardanti le prostitute o i dipinti osceni, basa le sue periegesi su una documentazione così approfondita da essere chiamato "lapidario" (στηλοκόπας), interessato cioè non tanto alla descrizione delle opere d'arte, come avveniva con Pausania il Periegeta, ma alla esposizione dei più vari oggetti come lapidi, statue, offerte votive, trovati nei luoghi da lui visitati.
Come in Pausania, che ha però tutt'altro stile e serio metodo sistematico, è in Polemone la volontà di interessare e stupire il lettore con la descrizione di fenomeni straordinari i παραδοξα (paradossi) come quello che riferisce nell'opera sulla Samotracia dove afferma di aver visto durante una festa delfica enormi porri e come quello narrato nell'opera di polemica artistica contro Adeo e Antigono dove racconta dell'uccello παρϕυρίων (parfurìon) che fa la guardia davanti alla porta del padrone, e se la padrona commette adulterio lo segnala impiccandosi oppure come quello citato in un'opera dove descrive l'indovino Archestrato così magro che pesava un obolo.